# Margaret Fuller
Sarah Margaret Fuller Ossoli, känd som Margaret Fuller, född 23 maj 1810 i Cambridge i Massachusetts, död 19 juli 1850 i ett skeppsbrott utanför Fire Island i Suffolk County i New York, var en amerikansk författare, lärare, journalist, kritiker och feminist med anknytning till den amerikanska transcendentala rörelsen. Hon var den första kvinnliga bokrecensenten på heltid inom journalistiken. Hennes bok Woman in the Nineteenth Century betraktas som det första större feministiska verket i USA.
Hon föddes i Cambridge, Massachusetts och hon gavs tidigt en omfattande undervisning av sin far Timothy Fuller. Senare fick hon en mer formell utbildning och blev lärare, innan hon 1839 började leda vad hon kallade "konversationer", det vill säga diskussioner bland kvinnor som syftade till att kompensera för deras bristande tillgång på högre utbildning. Hon blev 1840 den första redaktören för den transcendentala publikationen The Dial innan hon ingick i redaktionen för New York Tribune under Horace Greeley 1844. Vid den tid då hon var i 30-årsåldern hade Fuller fått rykte om sig som den mest belästa personen i New England och blev den första kvinnan som tilläts använda biblioteket i Harvard College. Hennes betydelsefulla verk Woman in the Nineteenth Century publicerades 1845. Ett år senare skickades hon till Europa för Tribune som dess första kvinnliga korrespondent. Hon blev snart inblandad i revolutionen i Italien och allierade sig med Giuseppe Mazzini. Hon mötte också Giovanni Ossoli, som hon fick ett barn med. Alla tre dog i ett skeppsbrott utanför Fire Island i New York när de reste tillbaka till USA 1850; Fullers lik återfanns aldrig. Postumt utgavs hennes Memoirs (två band, 1851) och Julia Ward Howe utgav 1903 hennes Love Letters.
Fuller var en förespråkare för kvinnors rättigheter och i synnerhet kvinnors utbildning och rätten till anställning. Hon uppmuntrade också många andra reformer i samhället, däribland fängelsereformer och frigörandet av slavar i USA. Många andra förespråkare för kvinnors rättigheter och feminism, däribland Susan B. Anthony, nämner Fuller som inspirationskälla. Få av hennes samtida gav dock samma stöd, däribland hennes tidigare vän Harriet Martineau som sade att Fuller var en talare snarare än en aktivist. Kort efter Fullers död bleknade hennes betydelse. De redaktörer som beredde hennes brev för publicering trodde att hennes berömmelse skulle bli kortlivad och brydde sig inte om korrekthet och censurerade eller ändrade stora delar av hennes texter före publicering.

## Biografi

### Uppväxt och familj

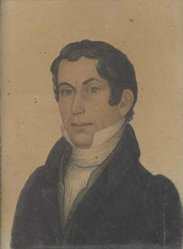
Fullers far, Timothy Fuller.

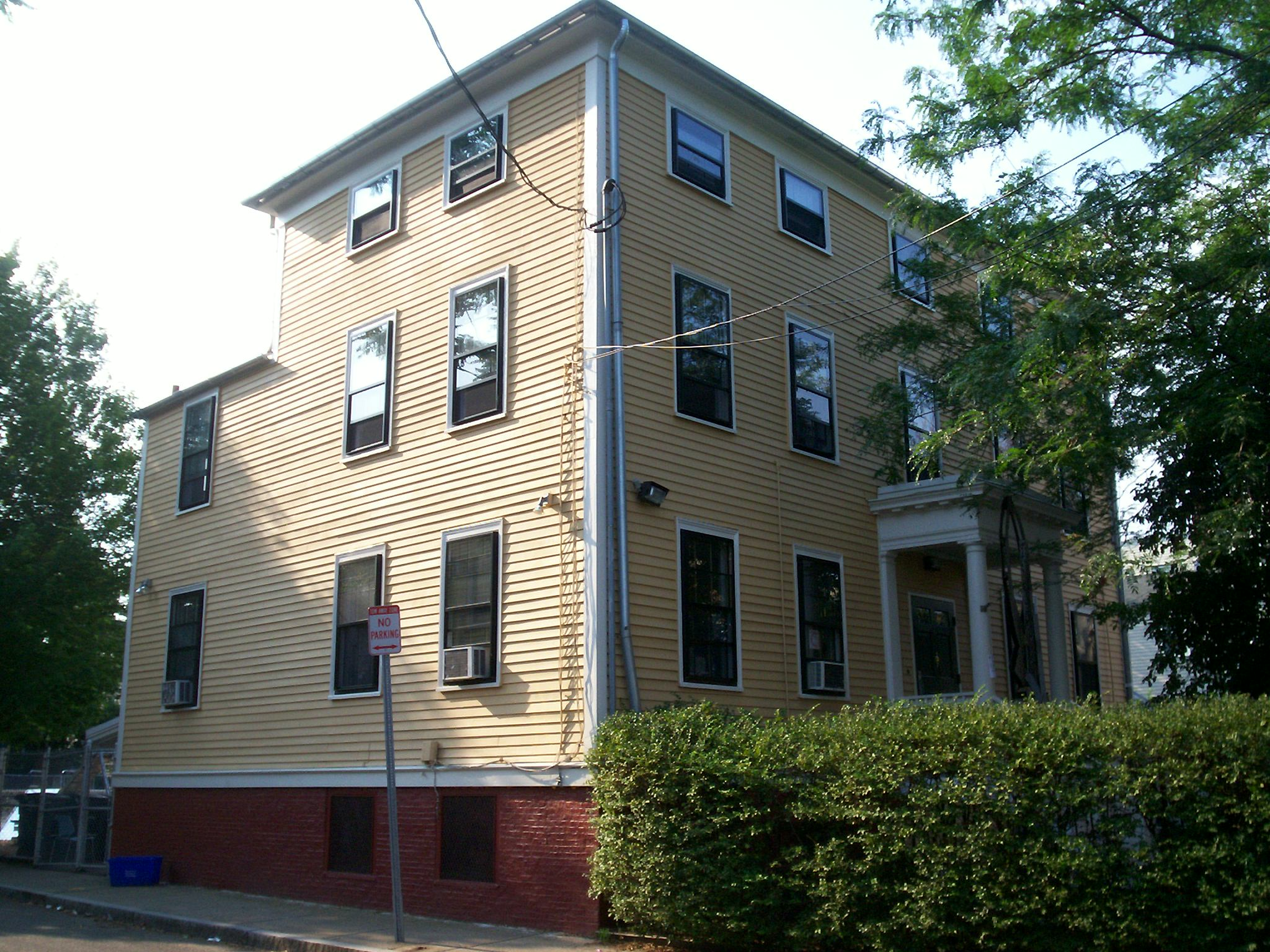
Fullers födelseplats och barndomshem.

Sarah Margaret Fuller föddes den 23 maj 1810, i Cambridgeport i Massachusetts, som första barn till Timothy Fuller och Margaret Crane Fuller. Hon fick sitt namn efter sin farmor och mor, dock slutade hon använda sig av namnet "Sarah" vid nio års ålder och krävde att kallas "Margaret". Huset där hon föddes finns kvar än idag. Hennes far lärde Fuller att läsa och skriva vid tre och ett halvt års ålder, kort efter att parets andra dotter, Julia Adelaide, hade dött vid fjorton månaders ålder. Han erbjöd henne en utbildning som var lika rigorös som någon samtida pojkes och förbjöd henne att läsa den typiska kvinnliga repertoaren såsom etikettsböcker och sentimentala romaner. Han tog också med latin i undervisningen kort efter att parets son, Eugene, föddes i maj 1815 och snart översatte hon enkla stycken från Vergilius. Under dagarna tillbringade den unga Margaret tid med sin mor, som lärde henne hushållssysslor och sömnad. 1817 föddes hennes bror William Henry Fuller och hennes far valdes in i representanthuset i USA:s kongress. Under de kommande åtta åren skulle han tillbringa fyra till sex månader om året i Washington, D.C. Vid 10 års ålder skrev Fuller en kryptisk lapp som hennes far bevarade: "På den 23 maj 1810 föddes en som var dömd till sorg och smärta och liksom andra att utstå olyckor."
1824 skickades Fuller till skolan för unga damer i Groton på inrådan av släktingar, fastän hon gjorde motstånd mot idén till en början. Medan hon var i Groton ställde Timothy Fuller inte upp för omval utan valde istället att hjälpa John Quincy Adams med hans presidentvalskampanj 1824. Han hoppades att Adams skulle gengälda tjänsten med någon sorts statlig utnämning. Den 17 juni 1825 närvarade Fuller vid ceremonin då hjälten från det amerikanska frihetskriget, Gilbert du Motier, markis av Lafayette, lade hörnstenen till Bunker Hill-monumentet 50 år efter slaget. Fuller lämnade skolan i Groton och återvände hem vid 16 års ålder efter att ha studerat där i två år. Hemma studerade hon de klassiska ämnena och övade sig på flera moderna språk och olika exempel på världslitteraturen. Vid denna tid insåg Fuller att hon inte passade in med andra unga kvinnor i hennes ålder. Hon skrev: "Jag har känt att jag inte föddes till det vanliga kvinnliga ödet." Eliza Farrar, hustru till Harvardprofessorn John Farrar och författare till The Young Lady's Friend (1836), försökte öva henne i kvinnlig etikett tills hon var 20 år, men hon nådde aldrig fullständig framgång.

### Tidig karriär

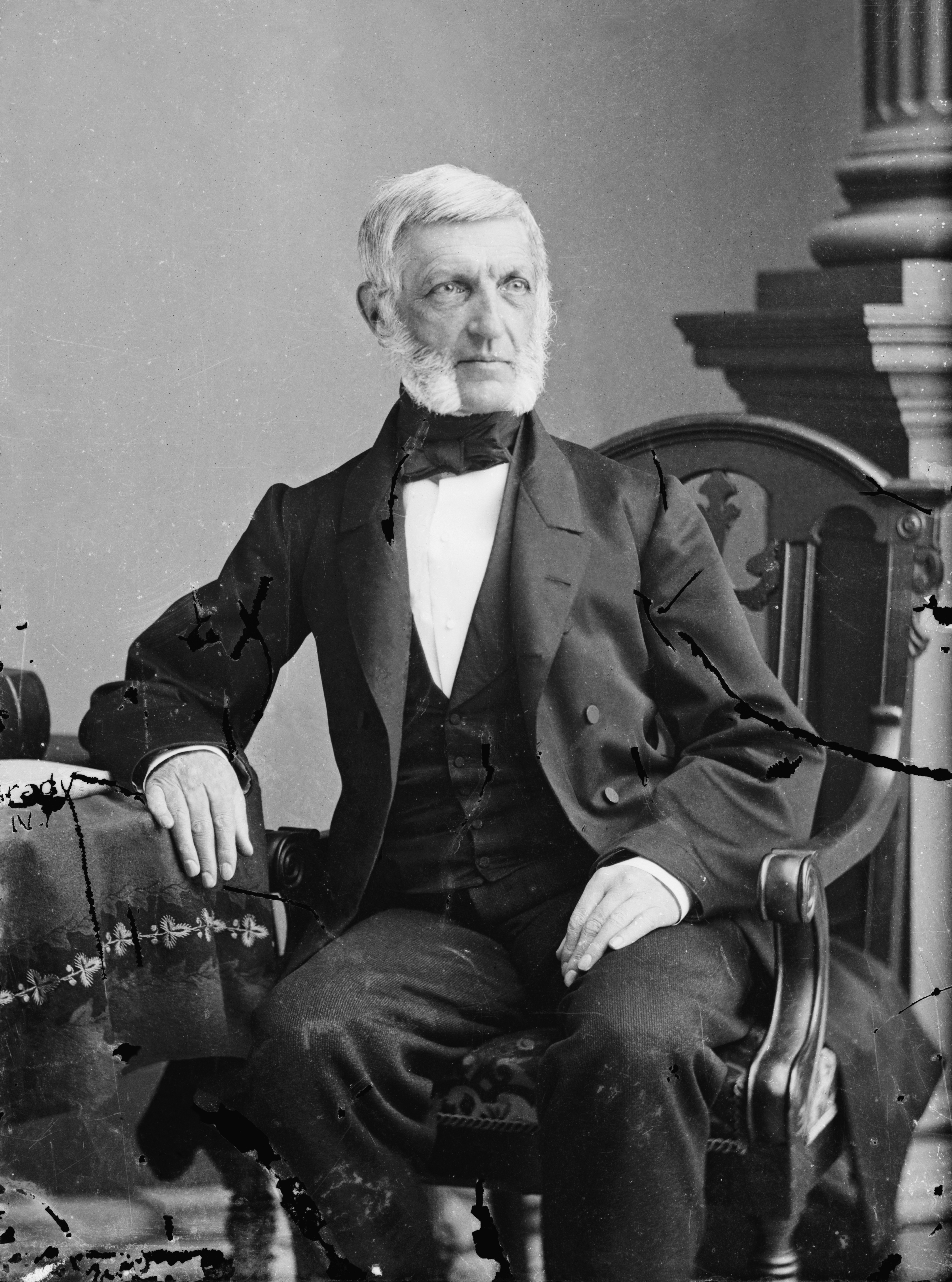
Fullers första publicerade verk, ett svar till historikern George Bancroft (på bilden), trycktes i november 1834 i North American Review.

Fuller var en flitig läsare och när hon var i trettioårsåldern hade hon fått rykte om sig som den mest belästa personen i New England. Hon använde sin kunskap till att ge privatlektioner baserade på Elizabeth Palmer Peabodys undervisningsstil. Fuller hoppades kunna försörja sig på journalistik och översättande. Hennes första publicerade verk, ett svar till historikern George Bancroft, trycktes i november 1834 i North American Review. När hon var 23 gick hennes fars advokatpraktik omkull och han flyttade med familjen till en gård i Groton. Den 20 februari 1835 bad både Frederick Henry Hedge och James Freeman Clarke om skriftliga bidrag från henne för att publicera i sina respektive tidskrifter. Clarke hjälpte henne att publicera sin första litteraturrecension i Western Messenger i juni: kritik av nyligen utgivna biografier om George Crabbe och Hannah More. På hösten det året drabbades hon av en förfärlig migrän med feber som varade i nio dagar. Fuller skulle ofta plågas av huvudvärk under hela sitt liv. Medan hon fortfarande återhämtade sig dog hennes far av kolera den 2 oktober 1835. Hon påverkades djupt av hans död: "Bilden av min far följer mig ständigt" skrev hon senare. Hon lovade att träda in som familjens överhuvud och ta hand om sin mor och sina yngre syskon. Hennes far hade inte efterlämnat något testamente. Två av hennes farbröder fick kontroll över hans egendom och finanser (som senare värderades till $18 098,15) och tvingade familjen att förlita sig på dem för sin försörjning. Förödmjukad av det sätt som hennes farbröder behandlade familjen skrev Fuller att hon beklagade att hon tillhörde "det mjukare könet och aldrig mer än nu".

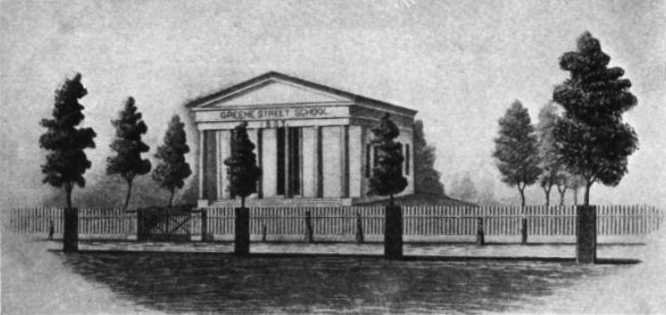
Greene Street School, där Fuller undervisade från 1837 till 1839.

Omkring denna tid hade Fuller hoppats att färdigställa en biografi om Johann Wolfgang von Goethe, men kände att hon bara kunde arbeta på den om hon reste till Europa. Hennes fars död och hennes plötsliga ansvarsställning för sin familj fick henne att överge denna idé. 1836 blev Fuller anställd som lärare vid Bronson Alcott's Temple School i Boston, där hon stannade i ett år. Sedan tackade hon ja till en inbjudan om att undervisa vid Greene Street School i Providence i Rhode Island i april 1837 för en lön på $1 000 om året. Hennes familj sålde gården i Groton och Fuller flyttade med dem till Jamaica Plain i Massachusetts. Den 6 november 1839 höll Fuller den första av sina "konversationer", det vill säga diskussioner bland lokala kvinnor som träffades i Peabodys hem i Boston. Fuller tänkte sig att dessa möten skulle kompensera för kvinnors bristande tillgång till utbildning, med diskussioner och debatter som inriktades på ämnen som de sköna konsterna, historia, mytologi, litteratur och natur. Fuller fungerade som "konversationens kärna" och ämnade också besvara de "stora frågor" som kvinnor ställdes inför: "Vad är vi födda för att göra? Hur ska vid göra det? som så få någonsin frågar sig innan deras bästa år har förflutit". Ett antal viktiga personer i rörelsen för kvinnors rättigheter deltog i dessa "konversationer", däribland Sophia Dana Ripley, Caroline Sturgis och Maria White Lowell.

### The Dial

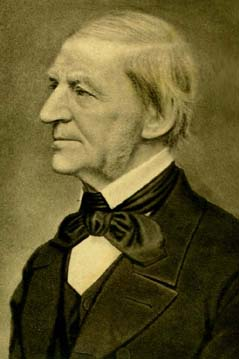
Ralph Waldo Emerson erbjöd Fuller jobbet som redaktör på tidskriften The Dial i oktober 1839.

I oktober 1839 sökte Ralph Waldo Emerson en redaktör till sin transcendentala tidskrift The Dial och, efter att flera hade avböjt erbjöd han posten till Fuller, som han beskrev som "min livliga vän". Emerson hade mött Fuller första gången i Cambridge 1835. Om det mötet medgav han att "hon fick mig att skratta mer än jag ville". Följande sommar tillbringade Fuller två veckor i Emersons hem i Concord där deras vänskap växte. Fuller tackade ja till Emersons erbjudande om att redigera The Dial den 20 oktober 1839 men började inte arbeta förrän första veckan 1840, samma år som tidskriften började publiceras. Hon redigerade tidskriften under de första två åren av dess existens från 1840 till 1842, men hennes utlovade årslön på $200 utbetalades aldrig. På grund av sin roll erkändes hon snart som en av de viktigaste personerna i den transcendentala rörelsen och bjöds in till George Ripleys kollektivexperiment Brook Farm. Hon blev aldrig officiellt medlem av kollektivet, men besökte det ofta och tillbringade ofta nyårsafton där. På sommaren 1843 reste hon till Chicago, Milwaukee, Niagarafallen och Buffalo. Medan hon var där träffade hon flera indianer, däribland medlemmar av ottawastammen och ojibwastammen. Hon beskrev sina erfarenheter i en bok med titeln Summer on the Lakes, som hon skrev färdigt på sin 34-årsdag 1844. Kritikern Evert Augustus Duyckinck kallade den "den enda genuina bok jag kan tänka mig denna säsong". Hon hade använt biblioteket i Harvard University för ytterligare bakgrundsinformation om Stora sjöområdet och blev därmed den första kvinnan som tilläts använda Harvards bibliotek.
Ett av Fullers viktigaste verk, "The Great Lawsuit", skrevs i följetongsform för The Dial. Hon avsåg först att kalla verket "The Great Lawsuit: Man versus Men, Woman versus Women". När det utökades och publicerades oberoende 1845 kallades det istället Woman in the Nineteenth Century. Efter att hon färdigställt verket skrev hon till en vän: "Jag hade lagt en stor del av mitt sanna jag i det, som om, jag antar jag försvann nu, mitt fotavtryck skulle finnas kvar på jorden." Verket diskuterade den roll som kvinnor spelade i den amerikansk demokratin och Fullers åsikter om möjligheter till förbättring. Det har senare blivit ett av de främsta dokumenten i amerikansk feminism och betraktas som den första av sitt slag i USA.

### New York Tribune

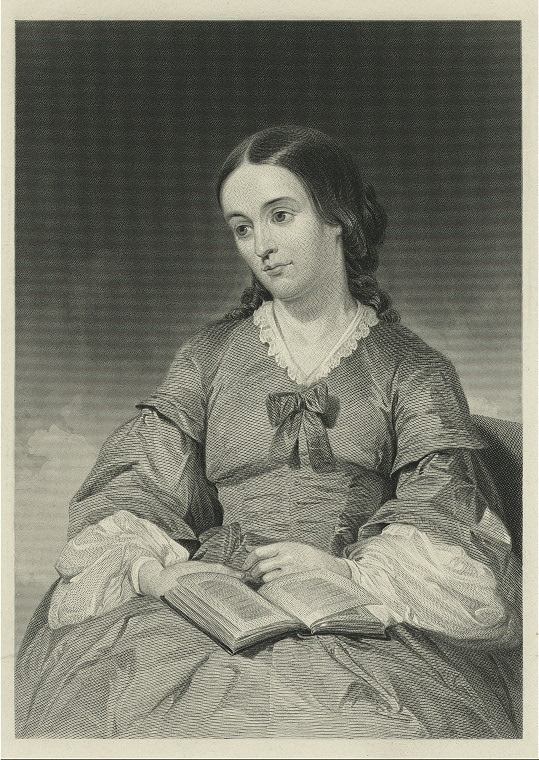
Gravyr av Fuller, framställd av Chappel.

Fuller lämnade The Dial 1844 delvis på grund av dålig hälsa, men också på grund av sin besvikelse över tidskriftens minskande antal prenumeranter. Hon flyttade till New York den hösten och gick med i Horace Greeleys New York Tribune som litteraturkritiker och blev därmed den första bokrecensenten på heltid inom journalistiken och var vid 1846 tidskriftens första kvinnliga redaktör. Hennes första artikel, en recension av en samling essäer av Emerson, trycktes i numret från 1 december 1844. Vid denna tid hade Tribune omkring 50 000 prenumeranter och Fuller tjänade $500 om året på sitt arbete. Förutom amerikanska böcker recenserade hon utländsk litteratur, konserter, föreläsningar och konstutställningar. Under sina första fyra år vid tidskriften publicerade hon mer än 250 kolumner, de flesta undertecknade med en asterisk (*) som signatur. I dessa kolumner diskuterade Fuller ämnen som sträckte sig från konst och litteratur till politiska och sociala frågor såsom slavarnas belägenhet och kvinnors rättigheter. Hon publicerade också poesi, dock har hennes dikter, utformade efter Emersons verk, inte samma intellektuella kraftfullhet som hennes kritik.
Omkring denna tid var hon också inblandad i ett skandal som rörde litteraturkritikerkollegan Edgar Allan Poe, som hade utfört en offentlig flört med den gifta poeten Frances Sargent Osgood. Samtidigt blev en annan poet, Elizabeth F. Ellet, förälskad i Poe och svartsjuk på Osgood och framförde att relationen mellan Poe och Osgood var mer än bara en oskyldig flört. Osgood skickade då Fuller och Anne Lynch Botta till Poes stuga å hennes vägnar för att be honom återlämna de personliga brev hon hade skickat honom. Poe blev ilsken över deras inblandning och kallade dem "busy-bodies" (det vill säga personer som lägger sig i andras privata affärer). En offentlig skandal utbröt och fortsatte tills Osgoodes frånseparerade make Samuel Stillman Osgood grep in och hotade med att stämma Ellet.

### Uppdrag i Europa

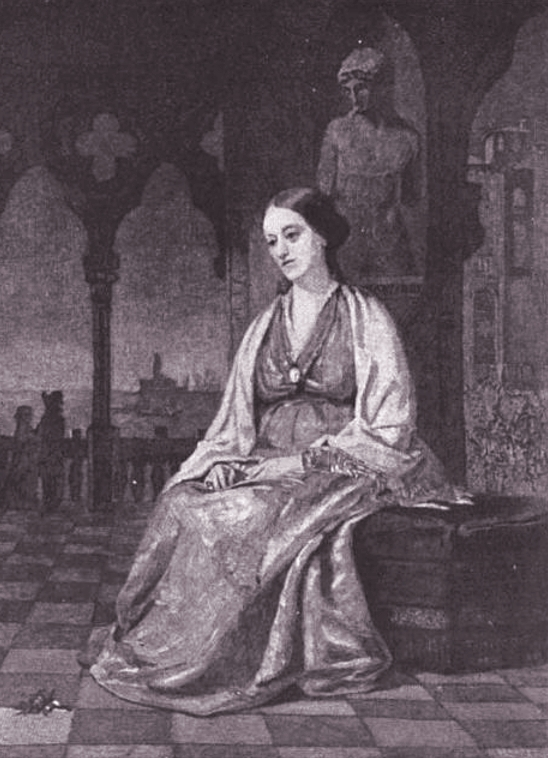
Målning av Fuller, från Century Magazine (april 1893).

New York Tribune skickade Fuller till Europa år 1846, främst till England och Italien, som dess första kvinnliga utrikeskorrespondent. Hon reste från Boston till Liverpool i England i augusti på Cambria, ett fartyg som använde både segel och ånga till att korsa havet på tio dagar och sexton timmar. Under de följande fyra åren lämnade hon trettiosju rapporter från Europa. Hon intervjuade många framträdande författare, däribland George Sand och Thomas Carlyle, som hon upplevde som en besvikelse på grund av hans reaktionära politiska åsikter, bland andra saker. George Sand hade tidigare varit en av hennes idoler, men Fuller blev besviken när Sand beslöt att inte kandidera till Frankrikes nationalförsamling, med motiveringen att kvinnor inte var redo att rösta eller inneha politiska ämbeten. Fuller fick också ett introduktionsbrev från Cornelius Mathews för Elizabeth Barrett, men de två kvinnorna möttes inte då Barrett just hade rymt med Robert Browning. 

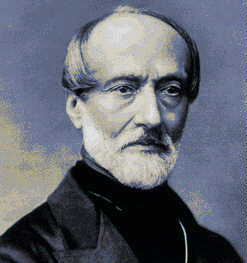
Fuller stödde den italienska revolutionären Giuseppe Mazzinis planer på att upprätta en romersk republik 1849.

 På våren 1846 i England mötte hon Giuseppe Mazzini, som hade varit i exil från Italien sedan 1837. Fuller mötte också den italienske revolutionären Giovanni Ossoli, en markis som hade gjorts arvslös av sin familj på grund av sitt stöd för Mazzini. Fuller och Ossoli flyttade ihop i Florens, troligen innan de var gifta, om de någonsin blev det. Fuller var först emot att gifta sig med honom, delvis på grund av deras olika religioner; hon var protestant och han var katolik. Emerson spekulerade att paret "gifte sig kanske i oktober, november eller december" 1847, men förklarade inte hur han kom fram till detta. Biografer har spekulerat om att paret gifte sig 4 april 1848, för att fira årsdagen av sitt första möte. Vid den tid då paret flyttade till Florens beskrevs de som man och hustru, men det är oklart om någon formell ceremoni ägde rum. Det tycks säkert att de inte var gifta när deras barn föddes. Fuller misstänkte att hon var gravid senast på nyårsdagen 1848, men höll det hemligt för Ossoli i flera veckor. Deras barn, Angelo Eugene Philip Ossoli, föddes i början av september 1848. De gav honom smeknamnet Angelino. Paret var mycket hemlighetsfulla om sitt förhållande, men efter att Angelino drabbats av en obestämd sjukdom kom de närmare varandra. Fuller berättade slutligen för sin mor om Ossoli och Angelino i augusti 1849. Brevet förklarade att hon hade tigit för att inte göra henne upprörd "men det har blivit nödvändigt, på grund av barnet, för oss att leva tillsammans offentligt och beständigt." Hennes mors svar gjorde det klart att hon kände till att inget juridiskt äktenskap hade ingåtts. Trots detta var hon lycklig för sin dotter och skrev: "Jag skickar min första kyss med min innerliga välsignelse till min dotterson." Moderna biografer är fortfarande osäkra på om Fuller och Ossoli någonsin gifte sig.
Paret stödde Giuseppe Mazzinis revolution för upprättandet av en romersk republik 1849; Ossoli deltog i kampen medan Fuller var volontär på ett stödjande sjukhus. Efter generationer då landet styrts av olika härskare, av vilka få var italienska, hade Italien lämnats utan en officiell central regering och olika bitar av landet styrdes av olika svaga regeringar, däribland en under påvedömets kontroll. När Pius IX utsågs till påve 1846 tog han små steg mot att upprätta en central italiensk demokratisk regering, men revolutionärer som Mazzini litade inte på påvens insatser. Den politiska oron var så stor att påven förklädde sig och flydde den 24 november 1848. En romersk republik med en representativ regering upprättades i februari 1849, bara för att bli krossad av en invasion från Frankrike några månader senare. Eftersom Fuller och Ossoli var på revolutionens sida blev de tvungna att fly från Italien när påven Pius IX återvände till Rom 1850 och de beslöt sig för att flytta till USA. Fuller hade för avsikt att använda sina erfarenheter till att skriva en bok om den romerska republikens historia, ett verk som hon kan ha påbörjat så tidigt som 1847, och hoppades hitta en amerikansk utgivare efter att en brittisk förläggare refuserat den. Hon ansåg att verket skulle bli hennes viktigaste och beskrev det i ett brev till sin bror Richard i mars 1849 som "något bra som kan överleva min besvärliga tillvaro."

### Död

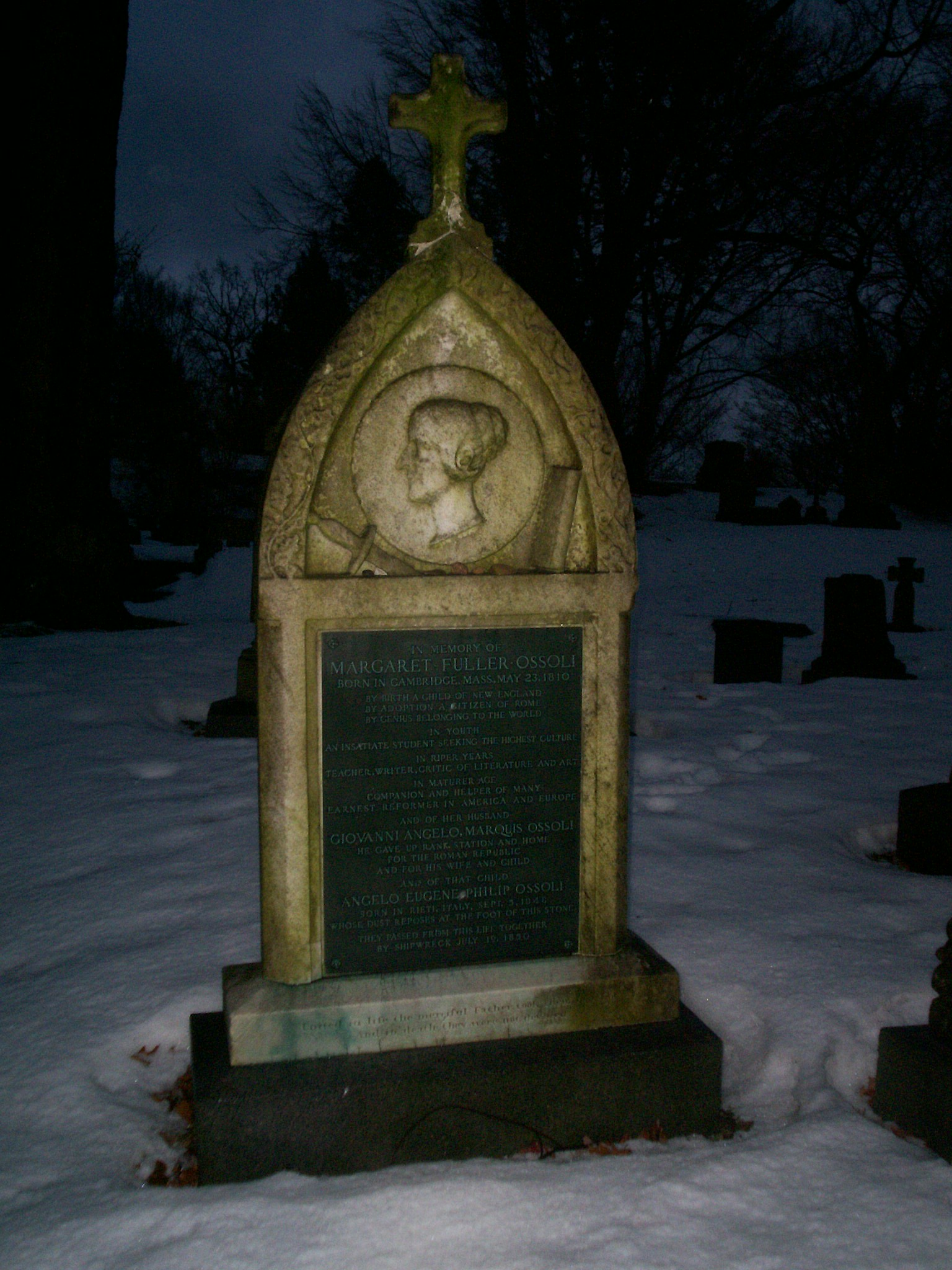
Kenotaf över Fuller med familj på Mount Auburn Cemetery i Cambridge, Massachusetts.

Fuller dog kort efter att skeppet Elizabeth hade slagit in i ett sandrev mindre än 100 meter från Fire Island i New York.

I början av 1850 skrev Fuller till en vän: "Det har länge tyckts att i året 1850 skulle jag stå på någon viktig platå i livets uppförsbacke [...] Jag känner dock ingen markant eller viktig förändring än så länge." Samma år skrev Fuller: "Jag är absurt orolig och olika omen har samverkat till att ge mig en mörk känsla [...] Det tycks mig att min framtid på jorden snart kommer att avslutas [...] Jag har en vag förväntan om någon kris, men jag vet inte vad." Några dagar efter att hon skrev detta påbörjade Fuller, Ossoli och deras barn en fem veckors resa till USA på skeppet Elizabeth. Skeppet var ett amerikanskt handelsfartyg som var lastat med mestadels marmor från Carrara samt med en staty av John C. Calhoun skulpterad av Hiram Powers. Efter en kort fördröjning på grund av regn satte Elizabeth segel den 17 maj. På havet dog skeppets kapten, Seth Hasty, av smittkoppor. Fullers barn, Angelino, fick också sjukdomen men återhämtade sig.
Möjligen på grund av den oerfarna styrmannen, som nu tjänstgjorde som kapten, slog skeppet in i ett sandrev mindre än 100 meter från Fire Island i New York den 19 juli 1850, omkring 03.30 på morgonen. Många av de andra passagerarna och besättningsmedlemmarna lämnade skeppet. Styrmannen, herr Bangs, uppmanade Fuller och Ossoli att försöka rädda sig själva och sitt barn medan han själv hoppade överbord och hävdade senare att han trodde att Fuller hade velat lämnas att dö. På stranden anlände människor med vagnar i hopp om att dra fördel om någon last spolades iland. Ingen gjorde någon ansträngning att rädda besättningen eller passagerarna på Elizabeth, fastän de var mindre än 50 meter från stranden. Ossoli och Fuller och deras barn var några av de sista på skeppet. De flesta andra hade försökt simma iland. Slutligen kastades Ossoli överbord av en stor våg och efter att vågen passerat sade en besättningsman som bevittnade händelsen att Fuller inte var synlig.
Henry David Thoreau reste till New York, på Emersons uppmaning, för att genomsöka stranden men varken Fullers eller hennes makes lik återfanns någonsin. Endast Angelino hade spolats iland. Få av deras ägodelar hittades förutom några av barnets kläder och några brev. Fullers manuskript om romerska republikens historia gick också förlorat. Ett minnesmärke över Fuller restes på stranden på Fire Island 1901 genom Julia Ward Howes ansträngningar. En kenotaf över Fuller och Ossoli, under vilken Angelino är begravd, finns på Mount Auburn Cemetery i Cambridge i Massachusetts. Inskriften lyder till en del: :By birth a child of New England :By adoption a citizen of Rome :By genius belonging to the world
Inom en vecka efter hennes död föreslog Horace Greeley för Emerson att en biografi om Fuller, som skulle heta Margaret and Her Friends, skulle genomföras snabbt "innan intresset som har väckts av hennes tragiska bortgång har passerat". Många av hennes skrifter samlades snart ihop av hennes bror Arthur, som At Home and Abroad (1856) och Life Without and Life Within (1858). Han redigerade också en ny version av Woman in the Nineteenth Century 1855. I februari 1852 publicerades The Memoirs of Margaret Fuller Ossoli, redigerad av Emerson, James Freeman Clarke och William Henry Channing, men stora delar av verket hade censurerats eller omformulerats. Det utelämnade särskilt detaljer om hennes kärleksaffär med Ossoli och en tidigare relation med en man vid namn James Nathan. De tre redaktörerna, som trodde att allmänhetens intresse för Fuller skulle bli kortlivat och att hon inte skulle överleva som historisk person, brydde sig inte om dess korrekthet. Ändå var den en tid årtiondets mest sålda biografi och kom ut i tretton utgåvor före seklets slut. Boken fokuserade på hennes personlighet snarare än hennes verk och som en följd av detta ignorerade bokens belackare hennes status som kritiker och kritiserade istället hennes privatliv och hennes "okvinnliga" arrogans.

## Åsikter

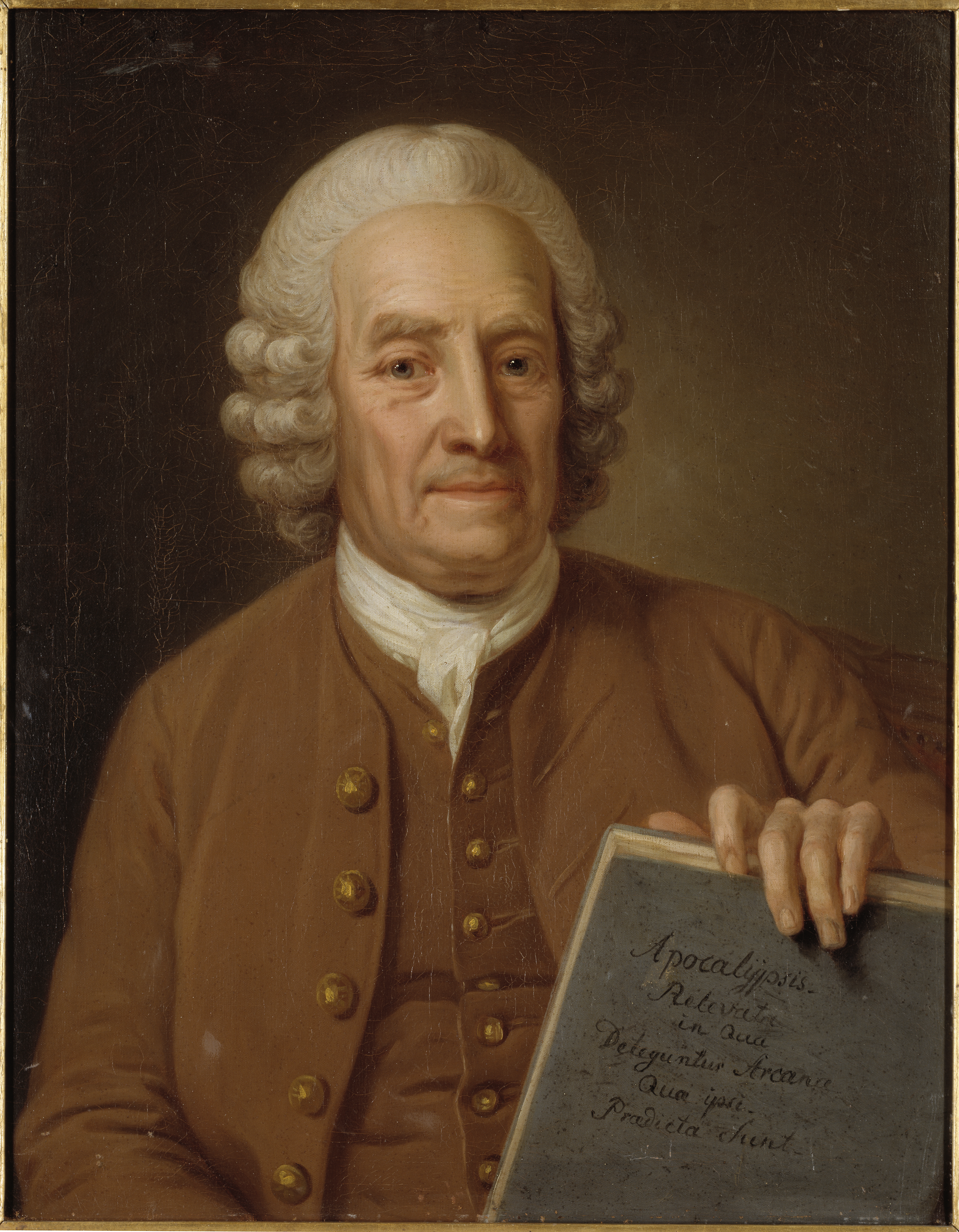
Fuller beundrade den svenske vetenskapsmannen Emanuel Swedenborg.

Fuller var en tidig företrädare för feminism och trodde särskilt på att ge utbildning åt kvinnor. När väl lika rättigheter till utbildning hade getts till kvinnorna, trodde hon, kunde kvinnorna kräva lika politiska rättigheter också. Hon förespråkade att kvinnor skulle söka vilket arbete de önskade, snarare än att sörja för tidens stereotypa "feminina" roller, såsom undervisning. Hon sade en gång: "Om du frågar mig vilken uppgift kvinnor skulle fylla, svarar jag: vilken som helst [...] låt dem vara sjökaptener om du vill. Jag tvivlar inte på att det finns kvinnor som är väl lämpade för en sådan uppgift." Hon hade stor tillit till alla kvinnor, men tvivlade på att en kvinna skulle åstadkomma ett bestående konstnärligt eller litterärt verk under hennes livstid och ogillade sin tids populära kvinnliga poeter. Fuller ville också att kvinnor skulle vara försiktiga med att gifta sig och se till att inte bli beroende av sina makar. Som hon skrev: "Jag önskar att kvinnan ska leva först för Guds skull. Då kommer hon inte att göra en ofullkomlig man till sin gud och därmed sänka sig till avgudadyrkan. Då kommer hon inte att ta det som inte förtjänar henne på grund av en känsla av svaghet och fattigdom". Senast 1832 hade hon gjort en personlig utfästelse att förbli ensamstående. Fuller ifrågasatte också att det fanns en definitiv gräns mellan manligt och kvinnligt: "Det finns ingen fullständigt maskulin man [...] ingen rent feminin" och menade att båda var närvarande i varje individ. Hon föreslog också att det inom en kvinna fanns två delar: den intellektuella sidan (som hon kallade Minerva) och den "lyriska" sidan eller "kvinnlighetssidan" (musan). Hon beundrade Emanuel Swedenborg, som ansåg att män och kvinnor delade "en änglalik ämbetstid" som hon skrev, liksom Charles Fourier, som satte "Kvinnan i fullständig jämlikhet med Mannen". Till skillnad från flera samtida kvinnliga författare, däribland "Mrs. Sigourney" och "Mrs. Stowe", omtalades hon förtroligt på ett mindre formellt sätt som "Margaret".
Fuller förespråkade även reformer på alla nivåer i samhället, inklusive fängelser. I oktober 1844 besökte hon Sing Sing och intervjuade de kvinnliga fångarna. Hon övernattade till och med där. Sing Sing höll på att utveckla ett mer humant system för sina kvinnliga interner, av vilka många var prostituerade. Fuller engagerade sig också för de hemlösa och de som levde i svår fattigdom särskilt i New York. Hon erkände också att, fastän hon hade uppfostrats till att tro "att indianen envist vägrade bli civiliserad", hennes resor i västra USA hade fått henne att inse att den vita mannen behandlade ursprungsbefolkningen orättvist. Hon såg indianerna som en viktig del av Amerikas arv. Hon stödde också afroamerikanernas rättigheter, talade om "denna slaveriets cancer" och föreslog att de som intresserade sig för abolitionism skulle följa samma tänkesätt när det gällde kvinnors rättigheter: "Såsom Negerns vän antar att en människa inte med rätt kan hålla en annan i slaveri, så borde Kvinnans Vän anta att Mannen inte med rätt kan lägga ens välmenande inskränkningar på Kvinnan." Hon framförde att de som talade mot slavarnas frigörelse var lika dem som inte stödde Italiens frigörelse.
Fuller instämde i transcendentalisternas omsorg om individens psykologiska välfärd, fastän hon aldrig kände sig hemma med att etiketteras som transcendentalist. Ändå skrev hon att om att kallas transcendentalist betyder "att jag har ett aktivt sinne som ofta ägnar sig åt stora ämnen hoppas jag att det är så." Hon kritiserade dock personer som Emerson för att inrikta sig för mycket på individuell bättring och inte tillräckligt på samhällsreform. Liksom andra medlemmar av den så kallade Transcendental Club gjorde hon uppror mot det förgångna och trodde på möjligheten till förändring. Till skillnad från andra i rörelsen var hennes uppror dock inte grundat på religion.

## Eftermäle och kritik

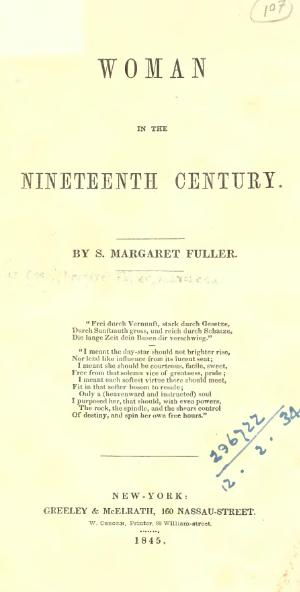
Titelsida till Woman in the Nineteenth Century (1845).

Fuller var särskilt känd under sin livstid för sin personlighet och i synnerhet för att vara överdrivet självsäker och ha ett dåligt humör. Denna personlighet var inspirationen till romanfiguren Hester Prynne i Nathaniel Hawthornes roman The Scarlet Letter, då särskilt hennes radikala tänkande om "hela kvinnosläktet". Hon kan också ha varit utgångspunkten för figuren Zenobia i ett annat av Hawthornes verk, The Blithedale Romance. Hawthorne och hans dåvarande fästmö Sophia Hawthorne hade mött Fuller för första gången i oktober 1839.
Hon var även en inspirationskälla för poeten Walt Whitman, som trodde på hennes uppmaning till skapandet av en ny nationell identitet och en sant amerikansk litteratur. Elizabeth Barrett Browning var också en stor beundrare, men trodde att Fullers okonventionella synsätt inte var uppskattade i USA och att hon därför hade det bättre som död. Hon sade också att Fullers historia om den romerska republiken skulle ha blivit hennes största verk: "Det verk som hon höll på att färdigställa om Italien skulle troligen mer ha motsvarat hennes förmåga än någonting som tidigare framställts av hennes penna (då hennes tidigare skrifter var märkligt underlägsna de intryck hon gav i samtal)." En essäsamling från 1860, Historical Pictures Retouched, av Caroline Healey Dall, kallade Fullers Woman in the Nineteenth Century "utan tvivel den mest briljanta, kompletta och lärda redogörelse som någonsin gjorts om ämnet". Trots sina personliga problem med Fuller skrev den typiskt stränga litteraturkritikern Edgar Allan Poe om boken som "en bok som få kvinnor i landet kunde ha skrivit, och ingen kvinna i landet skulle ha publicerat, med undantag för Miss Fuller", och noterade dess "oberoende" och "outspädda radikalism". Thoreau hade också höga tankar om boken och föreslog att dess styrka delvis kom från Fullers konversationsförmåga. Han kallade den "rikt oförberett skrivande, talande med pennan i handen"
En annan beundrare av Fuller var Susan B. Anthony, en pionjär för kvinnors rättigheter, som skrev att Fuller "ägde större inflytande på amerikanska kvinnors tänkande än någon kvinna före hennes tid". Fullers verk kan delvis ha inspirerat kvinnorättskonferensen i Seneca Falls 1848. Anthony skrev tillsammans med Elizabeth Cady Stanton och Matilda Joslyn Gage i sin History of Woman Suffrage att Fuller "var föregångaren till agitationen för kvinnors rättigheter". Moderna forskare har framkastat att Woman in the Nineteenth Century var det första större verket om kvinnors rättigheter sedan Mary Wollstonecrafts Till försvar för kvinnans rättigheter (1792), men en tidigare jämförelse mellan de två kvinnorna kom från George Eliot 1855. Det är oklart om Fuller var bekant med Wollstonecrafts verk. Under hennes barndom hindrade hennes far henne från att läsa dem. 1995 installerades Fuller i National Women's Hall of Fame.

Fuller saknade dock inte kritiker. En tidigare vän, den engelska författaren Harriet Martineau, var en av hennes hårdaste belackare efter Fullers död. Martineau sade att Fuller var en talare snarare än en aktivist, att hon hade "ytlig högfärd" och ofta "såg ned på personer som handlade istället för att tala fint [...] och föraktade dem som, liksom jag själv, inte kunde anta hennes värderingsskala" Den inflytelserike redaktören Rufus Wilmot Griswold, som tyckte att hon gick emot hans föreställning om kvinnlig blygsamhet, talade om Woman in the Nineteenth Century som "ett vältaligt uttryck för hennes missnöje med att ha skapats som kvinna". New York-författaren Charles Frederick Briggs sade att hon "slösade med sina läsares tid", särskilt eftersom hon var en ogift kvinna och därför inte kunde "verkligt företräda den kvinnliga karaktären." Den engelske författaren och kritikern Matthew Arnold hånade Fullers konversationer också och sade "Min G-d, vilket strunt pratade hon och de andra kvinnliga hundarna i Boston om grekisk mytologi!" Nathaniel Hawthorne, som tidigare hade varit anhängare till Fuller, var kritisk mot henne efter att Woman of the Nineteenth Century hade utgivits: 
| ” | Det intryck den gav var obehagligt. Jag tyckte inte om tonen i den och håller inte alls med henne om förändringen i kvinnans yttre omständigheter [...] Inte heller tror jag att mannens natur är sådan som hon framställer den. Den är alldeles för låg [...] Jag tycker att Margaret talar om många saker som det inte borde talas om. | „ |

Fuller hade förargat poet- och kritikerkollegan James Russell Lowell när hon recenserade hans verk. Hon kallade honom "absolut i avsaknad av poesins sanna anda och ton [...] hans vers är stereotyp, hans tänkande sonderar inga djup, och eftervärlden kommer inte att minnas honom." Som svar hämnades Lowell i sin satiriska A Fable for Critics, första gången publicerad i oktober 1848. Till en början övervägde han att utesluta henne helt och hållet, men slutligen gav han henne vad som kallades den "mest fullständigt negativa karakteriseringen" i verket. Lowell, som gav henne namnet Miranda, skrev att hon stal gamla idéer och presenterade dem som sina egna och bara var bara genuin i sin illvilja.
Kort efter Fullers död avtynade hennes betydelse. Som biografen Abby Slater skrev: "Margaret hade flyttats ned från position som betydelsefull i sig själv till en där hennes enda betydelse var genom sin umgängeskrets". Åratal senare skrev Hawthornes son Julian Hawthorne: "Flertalet läsare kommer, tror jag, inte vara otröstliga över att stackars Margaret Fuller slutligen har intagit sin plats bland de otaliga andra förskräckliga bluffar som fyller den mänskliga pretentionens och misslyckandets limbo." På 1980-talet skrev den amerikanska författaren Elizabeth Hardwick essän "The Genius of Margaret Fuller" (1986). Hon jämförde sin egen flytt från Boston till New York med Fullers och sade att Boston inte var ett bra ställe för intellektuella, trots antagandet att det var det skulle vara detta.

## Verk i urval
- Summer on the Lakes (1844)[48]
- Woman in the Nineteenth Century (1845)[163]
- Papers on Literature and Art (1846)[164]

Postumt utgivna
- Memoirs of Margaret Fuller Ossoli (1852)[113]
- At Home and Abroad (1856)[112]
- Life Without and Life Within (1858)[112]